# Phare de Black Head
Le phare de Black Head est un phare situé sur le côté sud de la baie de Galway dans le Comté de Clare (Irlande). Il a été construit et est géré par les Commissioners of Irish Lights.
Il ne faut pas le confondre avec le phare de Black Head dans le comté d'Antrim.

## Histoire
Le phare de Black Head a été construit en 1936 à la demande du port de Galway. C'est une tour carrée en béton de m de haut avec une lanterne cylindrique, le tout peint en blanc. Il n'y a pas de maison de gardiennage.
Il émet un flash blanc tous les 5 secondes ainsi qu'un rouge dans la direction des rochers à l'est. Le site est libre d'accès et l'installation est fermée. La station est accessible de la route R477 sur la rive sud de la baie de Galway à environ 7,5 km au nord de Fanore.